# Katrin Wagner-Augustin
Katrin Wagner-Augustin (født Katrin Wagner, 13. oktober 1977) er en tysk tidligere kajakroer, som vandt talrige OL-, VM- og EM-medaljer.
Wagner opnåede sin første store internationale succes, da hun i 1997 vandt vandt VM-guld i firerkajak på både 200 m og 500 m. I alt nåede hun i sin karriere at vinde 28 VM-medaljer, deraf ti af guld. Desuden vandt hun 30 EM-medaljer, deraf 13 af guld.
Hun var første gang med ved OL i 2000 i Sydney, hvor hun stillede op i toer- og firerkajak på 500 m. I fireren roede hun sammen med Birgit Fischer, Manuela Mucke og Anett Schuck, og de vandt sikkert deres indledende heat, mens de i finalen fik større modstand, men sejrede efter en tæt kamp mod Ungarn, mens rumænerne et stykke længere tilbage blev nummer tre. I toeren roede hun sammen med Fischer, og også her vandt tyskerne det indledende heat, mens de i finalen sejrede med mere end halvandet sekund ned til ungarerne Katalin Kovács og Szilvia Szabó på andenpladsen, mens polakkerne Beata Sokołowska og Aneta Pastuszka blev nummer tre.
Ved legene fire år senere i Athen stillede Wagner op i ener- og firerkajak. I eneren blev hun nummer fire, og den tyske firer med Birgit Fischer, Mauela Mucke, Carolin Reinhardt og Wagner vandt deres indledende heat og mødte i finalen igen størst modstand fra Ungarn, men genvandt deres guldmedalje fra 2000, mens ungarerne fik sølv og Ukraine bronze.
Efter at være blevet gift deltog hun som Katrin Wagner-Augustin i de samme to discipliner ved OL 2008 i Beijing, og i eneren vandt hun sit indledende heat, hvorpå hun i finalen blev nummer tre efter den ukrainske vinder, Inna Osipenko, og italieneren Josefa Idem. I fireren, der denne gang udover Wagner-Augustin bestod af Fanny Fischer, Nicole Reinhardt og Conny Wassmuth, vandt tyskerne sikkert deres indledende heat, og finalen blev endnu engang en kamp mod især ungarerne, og for tredje OL i træk var Wagner-Augustin med til at sikre tyskerne guldet foran ungarerne, mens Australien fik bronze.
Hun repræsenterede Tyskland en sidste gang ved et OL i 2012 i London, hvor igen stillede op i eneren og fireren. I enerkajak blev hun nummer ni, og i fireren vandt hun sammen med Carolin Leonhardt, Franziska Weber og Tina Dietze det indledende heat klart, hvorpå tyskerne i finalen, skønt de roede en anelse hurtigere end i indledende heat, måtte bøje sig for ungarerne og akkurat holdt sig foran Belarus, så de fik sølv.
Hun indstillede sin aktive karriere i 2015. Efter at have fået to børn er Wagner-Augustin blev kajaktræner.